# Federico Hernán Domínguez
‎
Federico Hernán Domínguez, argentinski nogometaš, * 13. avgust 1976, Lanús, Argentina.